# آرسنال (مارول کامیکس)
آرسنال (به انگلیسی: Arsenal) یک شخصیت خیالی ربات شرور بزرگ در کتاب‌های کامیک منتشر شده توسط مارول کامیکس است. این شخصیت به دست بیل مانتلو و کیث گیفن خلق شده است و برای اولین بار در مرد آهنی شماره ۱۱۴ام (سپتامبر ۱۹۷۸) معرفی شد.
جدا از کتاب‌های کامیک، شرکت مارول از آرسنال در دیگر کالاهای خود از جمله پوشاک، اسباب‌بازی، ورق بازی، انیمیشن‌های تلویزیونی و بازی‌های رایانه‌ای استفاده کرده است.